# C14H21NOS
化学式C14H21NOS（摩尔质量：251.39 g/mol）可以指：
- 苄草丹，CAS号：52888-80-9
- 乙硫酰丙喹，CAS号：37517-33-2

|  | 这个同类索引页列出了具有相同分子式的化学物（即同分異構體）条目。 除非您是有意链接至本页，否则应将相应条目的内部链接指向正确的条目。 |